# Matech Concepts
Matech Concepts est une écurie automobile suisse de sport automobile.

## Histoire
L'équipe a été fondée en 2006 par Martin Bartek. Elle s'associe avec le constructeur Ford et engage des Ford GT. Les versions destinées à participer au Championnat du monde FIA GT1 et au Championnat d'Europe FIA GT3 sont construites à Mayen en Allemagne.
En plus des deux championnats cités précédemment, les véhicules de Matech ont participé à différents championnats, parmi lesquels on peut citer le British GT Championship, le Championnat de Belgique de Grand Tourisme, le Championnat sud-américain de GT et le VLN.
L'équipe compte également une participation aux 24 Heures du Mans à l'occasion des 24 Heures du Mans 2010.

## Résultats

### Résultats aux 24 Heures du Mans
L'équipe a engagé deux Ford GT1 lors des 24 Heures du Mans 2010. Les deux gt ont abandonné au bout de 59 et 143 tours. Les équipages engagés présentaient quelques particularités, car l'un d'eux était composé uniquement de femmes pilotes, avec les suissesses Natacha Gachnang, Cyndie Allemann et Rahel Frey. Cela n'était plus arrivé depuis les 24 Heures du Mans 1991. L'autre équipage comptait la présence du pilote de Formule 1 Romain Grosjean, qui ne concourrait pas cette année-là dans la discipline.

### Résultats en Championnat du monde FIA GT1

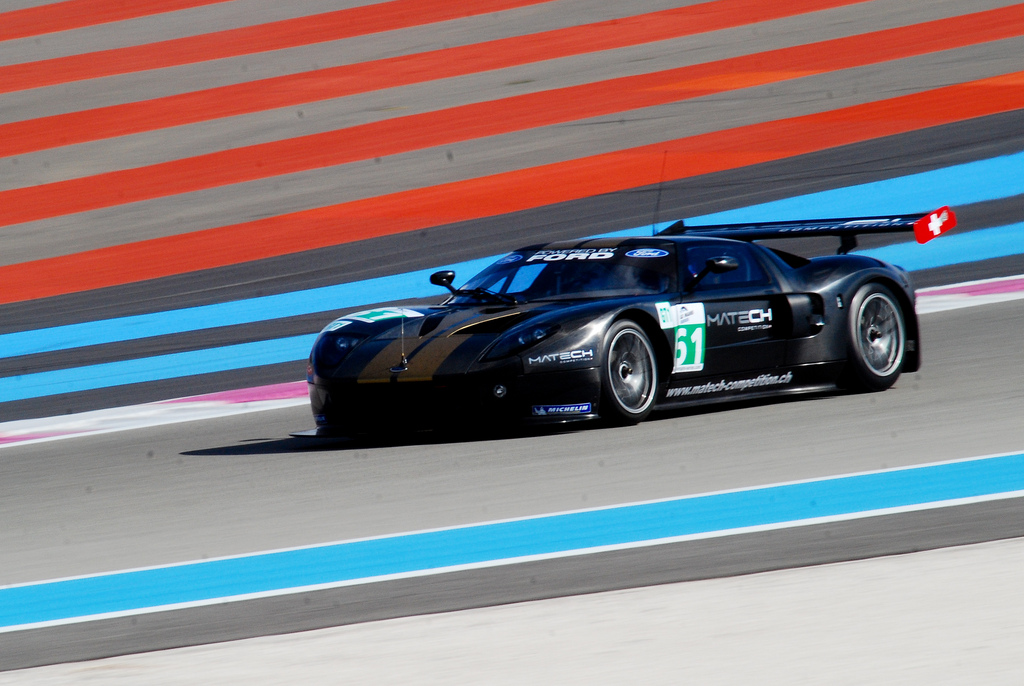
La Ford GT du Matech Competition sur le circuit Paul Ricard en 2010.

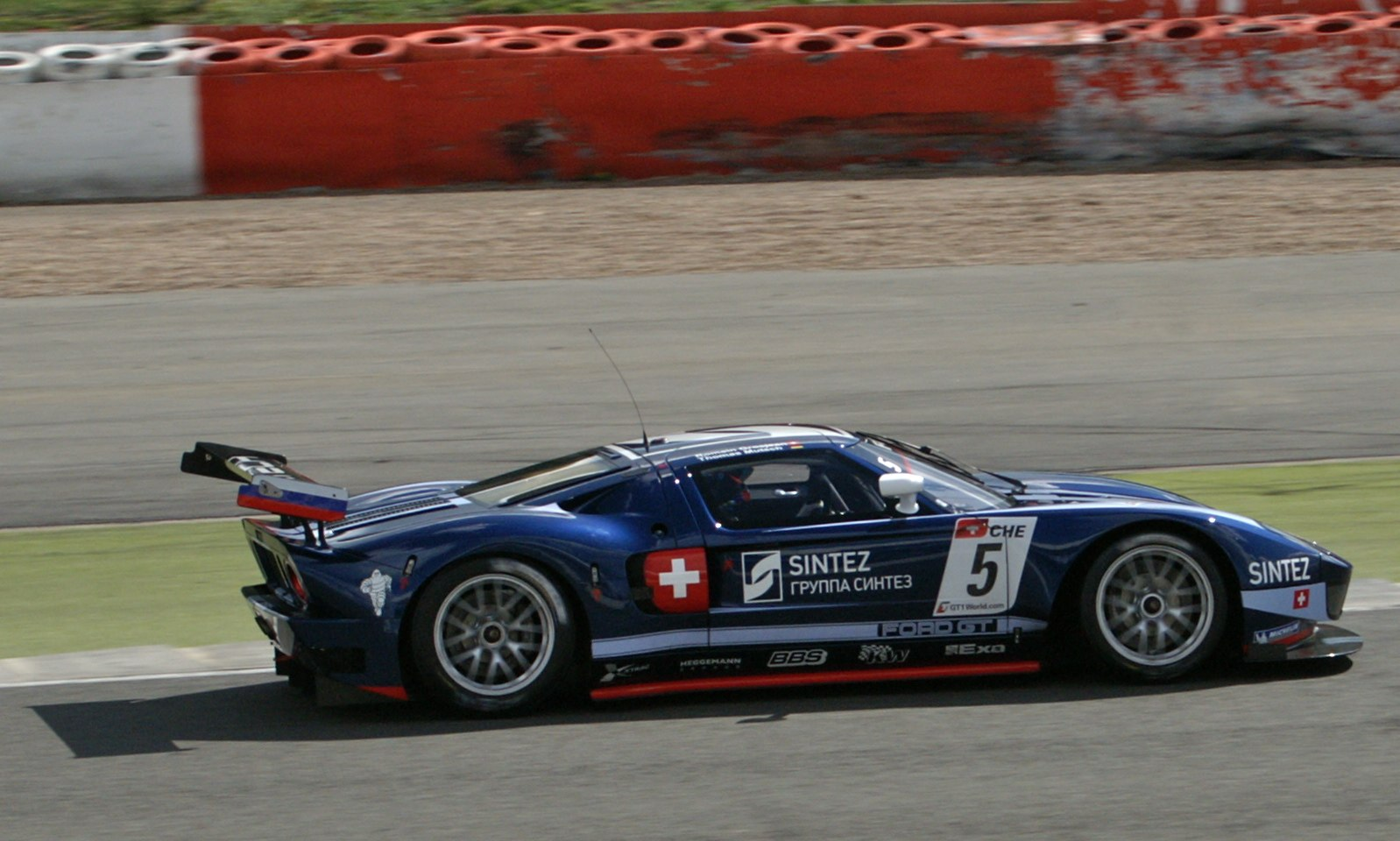
La Ford GT de Romain Grosjean et Thomas Mutsch sur le circuit de Silverstone en 2010.

| 2010 | Matech Competition | Ford | 5 | 2   | 1   | 21 | Abd | 6  | 1  | 7  | 7   | 6  | 3  | 6 | 13 | 5  | 2  | 10 | Abd | Abd | 14 | 2  | 2 | 135 | 5 |
| 2010 | Matech Competition | Ford | 6 | DNS | DNS |    |     | 22 | 18 | 18 | Abd | 20 | 14 | 8 | 16 | 20 | 12 | 4  | 7   | 7   | 8  | 17 | 8 | 135 | 5 |

| Couleur | Résultat                     |
| ------- | ---------------------------- |
| Or      | Vainqueur                    |
| Argent  | 2e place                     |
| Bronze  | 3e place                     |
| Vert    | Terminé, dans les points     |
| Bleu    | Terminé, pas dans les points |
| Violet  | Abandon (Ab.) ou (Ret)       |
| Violet  | Non classé (NC)              |
| Rouge   | Pas qualifié (DNQ)           |
| Noir    | Disqualifié (DSQ)            |
| Blanc   | Pas au départ (DNS)          |
| Blanc   | Forfait (WD)                 |
| Blanc   | N'a pas participé (DNP)      |
| Blanc   | Blessé (INJ)                 |
| Blanc   | Exclu (EX)                   |
| Blanc   | Course annulée (C)           |